# チェリャビンスク隕石
チェリャビンスク隕石 (Chelyabinsk meteorite)（以下「本隕石」と記述）は、普通コンドライトに分類される隕石のひとつ。2013年2月15日に地球に衝突した小惑星のうち、地球表面まで達した一部である。

## 概要
本隕石は2013年2月15日に、ロシア連邦のチェリャビンスク州の上空を通過し、周辺に人的被害を及ぼす自然災害をもたらした小惑星の一部である。小惑星は地球の大気圏に突入後、隕石雲の尾を曳きながら落下し、チェリャビンスクの上空約20キロメートルで複数の破片に分裂した。隕石が超音速で大気を通過し、さらなる分裂をおこしたことにより、TNT火薬約500キロトン相当という爆発的なエネルギーが放出された。これにより地上に到達した衝撃波は、4474棟の建物に損壊をおよぼし、割れたガラスを浴びるなどで1491人が重軽傷を負った  。

## 発見

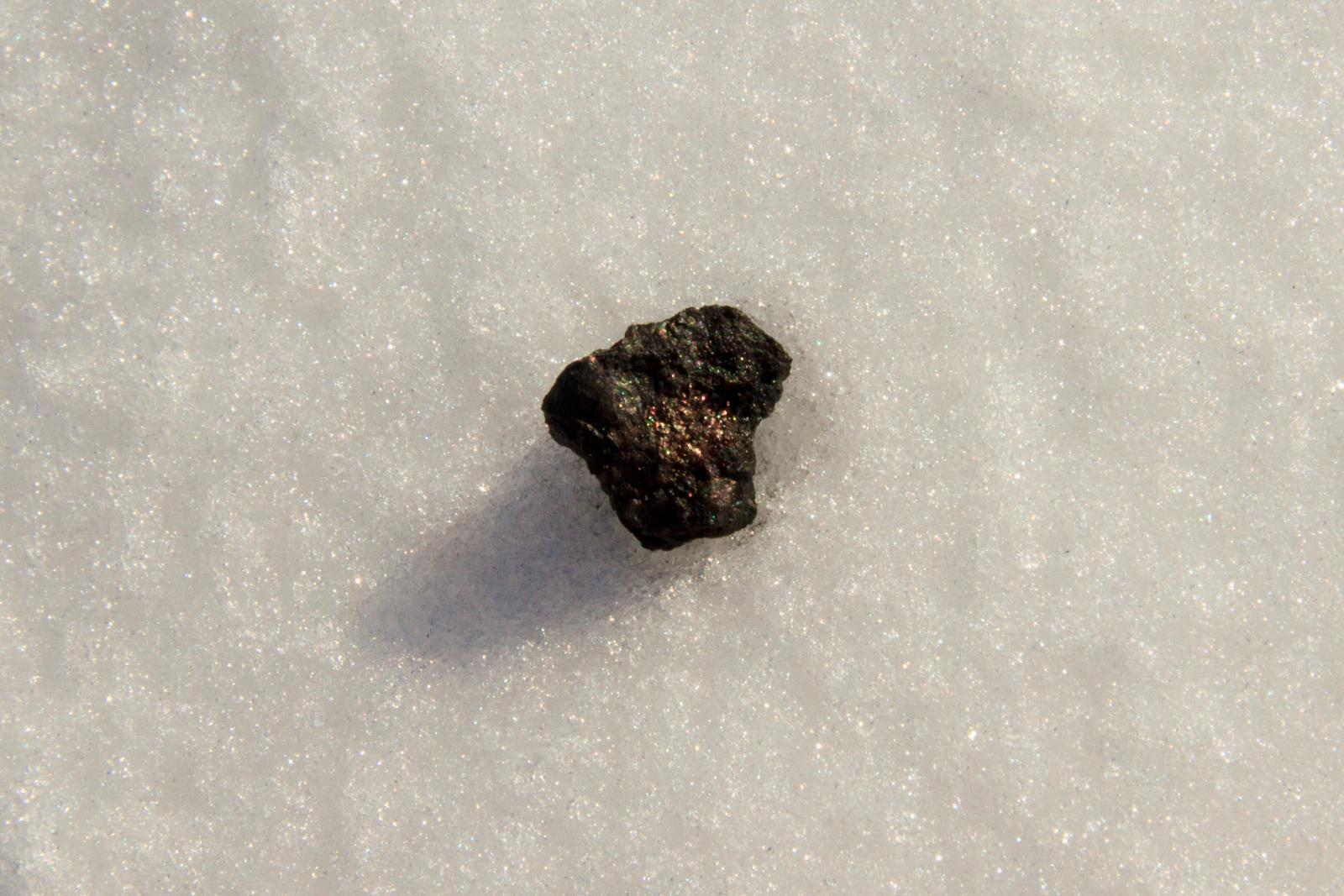
探索初期にチェバルクリ湖で発見された小さな黒色の破片の1つ。大きさは最大で約1センチメートル。後の分析の結果、隕石であると判明した。

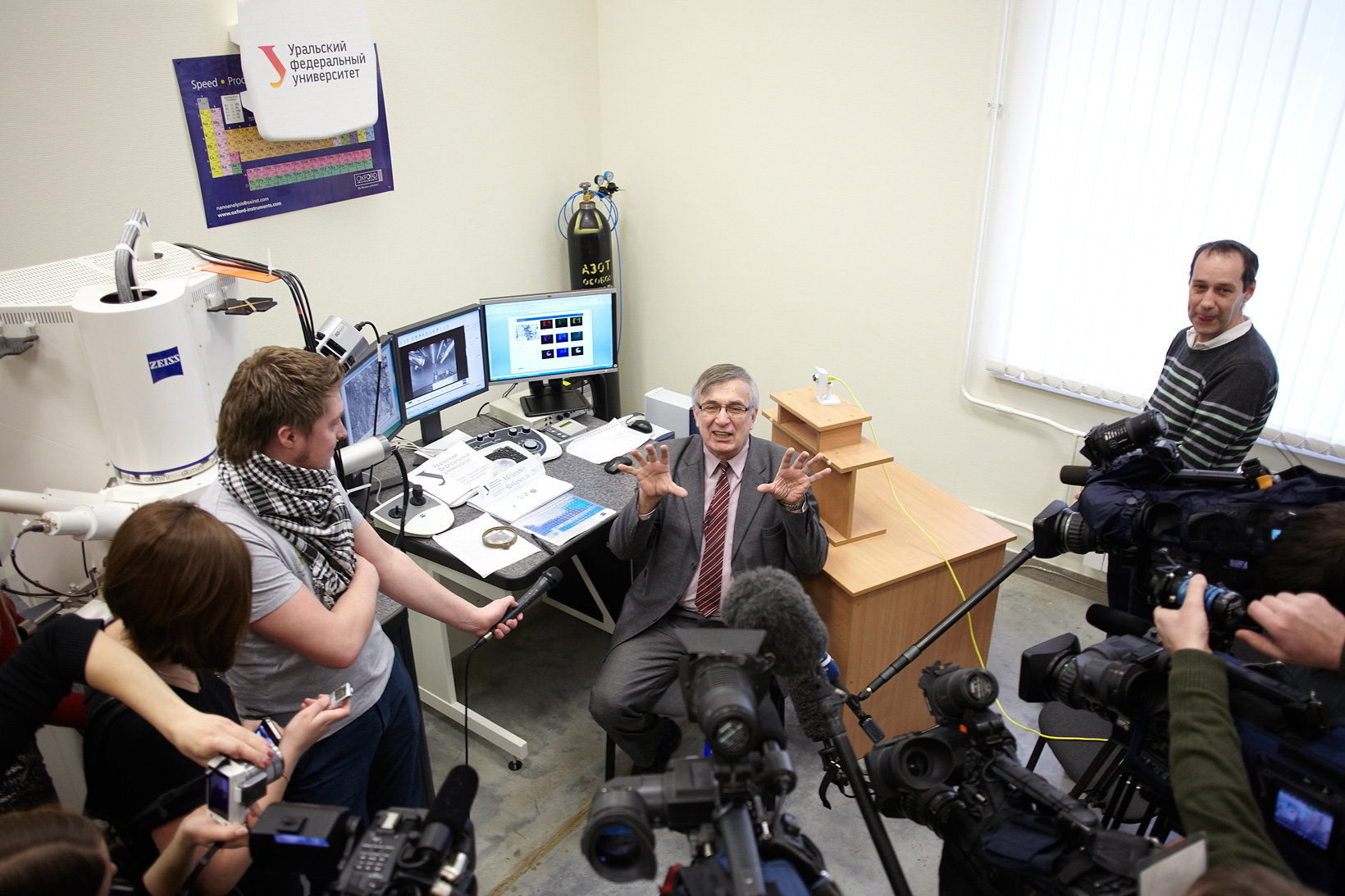
物質の分析結果に関しての取材に答えるウラル連邦大学のVictor Grohovsky。

本隕石はその後、チェリャビンスクから西に約90キロメートル離れたチェバルクリの畔にあるチェバルクリ湖に落下した。当時、冬であったため湖には氷が張っていたが、隕石の落下によるものとみられる直径約8mと約6mの穴が生じ、周辺に多数の破片が散らばった。ロシア内務省の送った潜水チームにより、穴周辺の水中の捜索がおこなわれたが、水の濁りのため隕石本体は発見できず、穴の周辺から大きさ約0.5センチメートルから1センチメートルの黒色破片、計53個を採集し捜索は一旦打ち切られた。ウラル連邦大学のVictor Grohovskyが分析した結果、金属鉄の含有量が10%と、地球の物質とは異なるため、隕石であると結論付けられ、鑑定結果は2月17日に発表された。

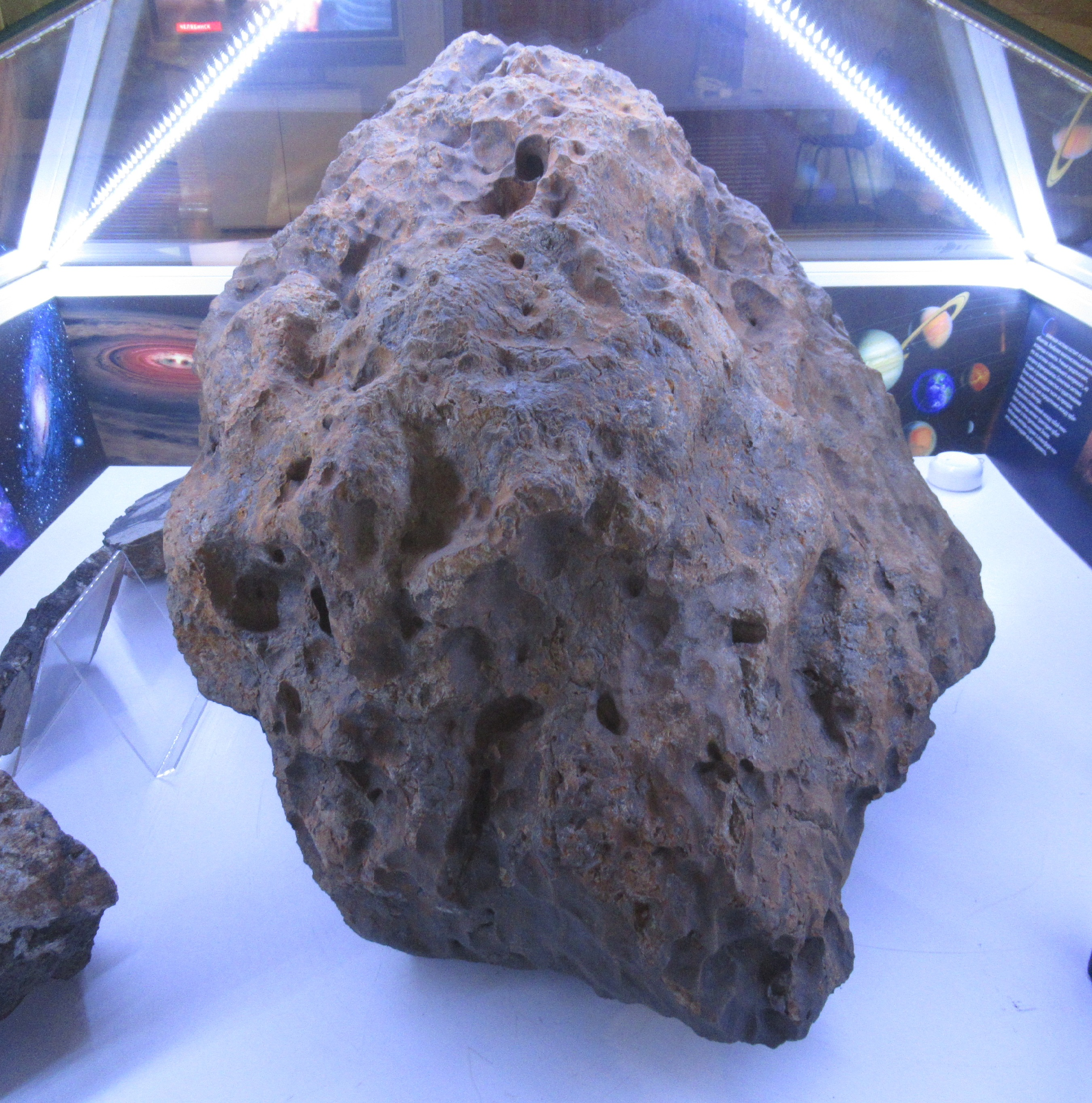
チェバルクリ湖の湖底で発見された最大破片。南ウラル州立歴史博物館所蔵。

なお、湖に生じた穴の原因が隕石である場合は、重さ100キログラムほどのもっと大きな破片が残っている可能性があるとされ、また、カザフスタンのアクトベ州でも隕石の落下が目撃されていることから、カザフスタン国内など、ほかの地域にも落下している可能性がある。チェバルクリ湖の湖底ではその後も調査が続いていたが、同年9月10日になり、隕石の本体といえる大きな塊が発見されたとインテルファクス通信が伝えた。塊は水面から9メートル下の湖底の泥にめり込んだ状態で発見され、直径150センチメートル、重量約600キログラムと発表された。引き上げられたこの隕石片はその後、南ウラル州立歴史博物館に常設展示されている。

## 名称
本隕石は当初、最初の破片採取場所であるチェバルクリ湖にちなんで「チェバルクリ隕石」と名づけられ、国際隕石学会へ申請・登録される予定であった。しかし、その後の調査により、破片がチェリャビンスク州内の広範囲で見つかったことから、ロシア科学アカデミーの地球化学・分析化学研究所は、隕石の落下から1ヶ月となる2013年3月14日付けで、名称を「チェリャビンスク隕石」として申請する予定であると発表し、同年3月18日に、3.5kgの破片をタイプ標本とし、同名称での正式登録を学会に提案すると発表した。
なお、本隕石は商標登録され、ほかに「ウラル隕石」という名称もある。

## 組成
本隕石は、約90%の隕石が分類される普通コンドライトという石質隕石で、言ってみれば、ごくありふれた隕石ということになる。組成の初期分析結果は、金属鉄が10%であり、LL5型に分類される。なお、地表近くまで隕石が砕けずに落下したことから、当初から鉄の多い組成であると考えられていた。他にカンラン石と亜硫酸塩を含んでいる。金属鉄は落下直後に発見されたために酸化は一部に留まり、多くは酸化せずに新鮮な表面を見せていた。
鉄橄欖石、鉄珪輝石、珪灰石の組成はそれぞれ27.9mol%、22.8mol%、1.3mol%である。金属鉄のほか、トロイリ鉱、クロム鉄鉱、チタン鉄鉱、塩素燐灰石などが発見されている。
なお、隕石雲に大量の水が検出されたことから、隕石の元の天体は小惑星ではなく彗星である可能性を一部の研究者が述べている。彗星としての活動があるならば簡単に発見できたはずだが、揮発成分が枯渇した彗星・小惑星遷移天体である可能性がある。

## 元の小惑星

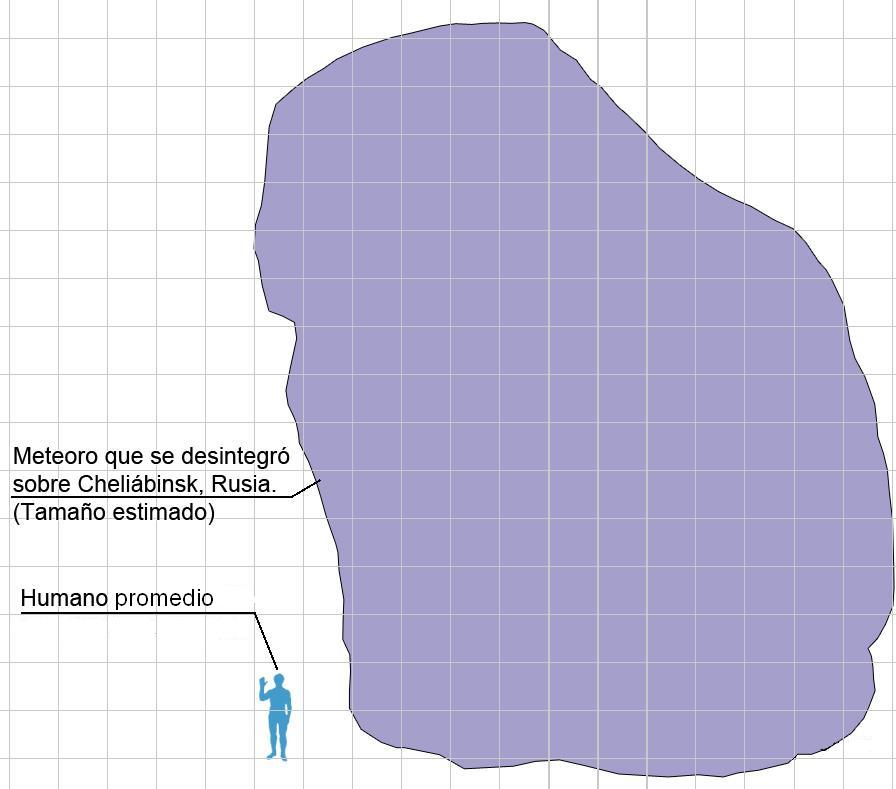
本隕石の元となった小惑星の想像図

本隕石の元となった小惑星は、直径17メートル、質量1万トンであると推定されている。地球に衝突する直前の相対速度は秒速18キロメートルである。地球の大気圏に突入した際、大気との断熱圧縮で高温となり、その大半が蒸発してしまった。分解直前にはNASAの推定では直径数mから10m、ロシア科学アカデミーの推定では質量10トンまで小さくなっており、地表に達したのは更にわずかなものであると考えられている。なお、この大きさは2008年にスーダンに落下し、その直前に小惑星として観測された2008 TC3の2mから5mより大きいが、多くは発見できない大きさであり、落下直前が昼間であることもあったため見つけることが出来なかった。
小惑星の軌道は、近日点を金星と地球軌道の間、遠日点を火星軌道の外側にある小惑星帯に持つ楕円軌道を持つ地球横断小惑星であったと考えられている。更に元の軌道は、小惑星帯の小惑星であったと考えられている。小惑星帯の内側の小惑星の多くはS型小惑星であり、これは本隕石の普通コンドライトと一致する。衝突直前の楕円軌道になった理由は、木星の摂動で軌道が変化したか、小惑星同士の衝突で飛び出した破片であるかのどちらかである。後の分析の結果、小惑星自体は太陽系の年齢と一致する約46億年前に生成されたものであるが、もっと新しい年代に融解し形成された、等方向に発達した長石による鉱脈が存在し、3000万年前から5000万年前に小惑星が何らかの衝突を起こした痕跡であると考えられている。また、隕石は比較的大きな小惑星の中心部で生成されたことを示す5型である。したがって、隕石の元となった小惑星は、母天体から飛び出した破片である可能性がある。
| 軌道要素        | 値            | 値     | 値     | 値     |
| 軌道要素        | 平均          | 最小値 | 中間値 | 最大値 |
| --------------- | ------------- | ------ | ------ | ------ |
| 軌道長半径 (AU) | 1.73 ± 0.23   | 1.40   | 1.69   | 2.21   |
| 近日点距離 (AU) | 0.82 ± 0.03   | 0.77   | 0.82   | 0.88   |
| 遠日点距離 (AU) | 2.64 ± 0.49   | 1.93   | 2.55   | 3.64   |
| 離心率          | 0.51 ± 0.08   | 0.37   | 0.51   | 0.65   |
| 軌道傾斜角 (度) | 3.45 ± 2.02   | 0.03   | 3.30   | 6.98   |
| 近日点引数 (度) | 120.62 ± 2.77 | 116.06 | 120.75 | 125.25 |
| 昇交点黄経 (度) | 326.70 ± 0.79 | 326.50 | 326.51 | 331.87 |

## その他
インターネット上では、落下日の15日からすでに「チェリャビンスク州に落下した隕石」と称する隕石がいくつも販売されている。中には100万円以上の値が付いているものもあるが、大半はただの石ころか、別の隕石である可能性がある。なお、偽って販売した場合は詐欺罪が適用される。
また、隕石の落下で有名になったことにあやかり、隕石の名称を商標登録する企業が相次いでいる。食品、土産物、旅行関係の会社が申請元であり、地元の企業だけでなくモスクワやサンクトペテルブルクの企業も含まれている。中には隕石をモチーフにした香水を開発する企業もあらわれ、実際にチェリャビンスク市長から本隕石の破片を託されている。
52歳の女性が本隕石の破片が当たったことにより、頸椎を骨折しモスクワに搬送されている。人間に隕石が直接当たるという極めて珍しい例である。
本隕石が落下した約16時間後には、直径約45mの小惑星2012 DA14が地球から約2万7700キロメートルのところを通過したが、両者の軌道は異なるため、両者の地球への接近は無関係である。
2014年ソチオリンピックでは、落下から1年後の2014年2月15日に金メダルを獲得した選手に、チャリャビンスク隕石の破片を埋め込んだ記念メダルが授与された。
ロシア自由民主党は、チェリャビンスク隕石の正体がアメリカの新型宇宙兵器だとする陰謀論を主張している。

日本では奇石博物館（静岡県富士宮市）に隕石の一部が展示されている。

## ギャラリー

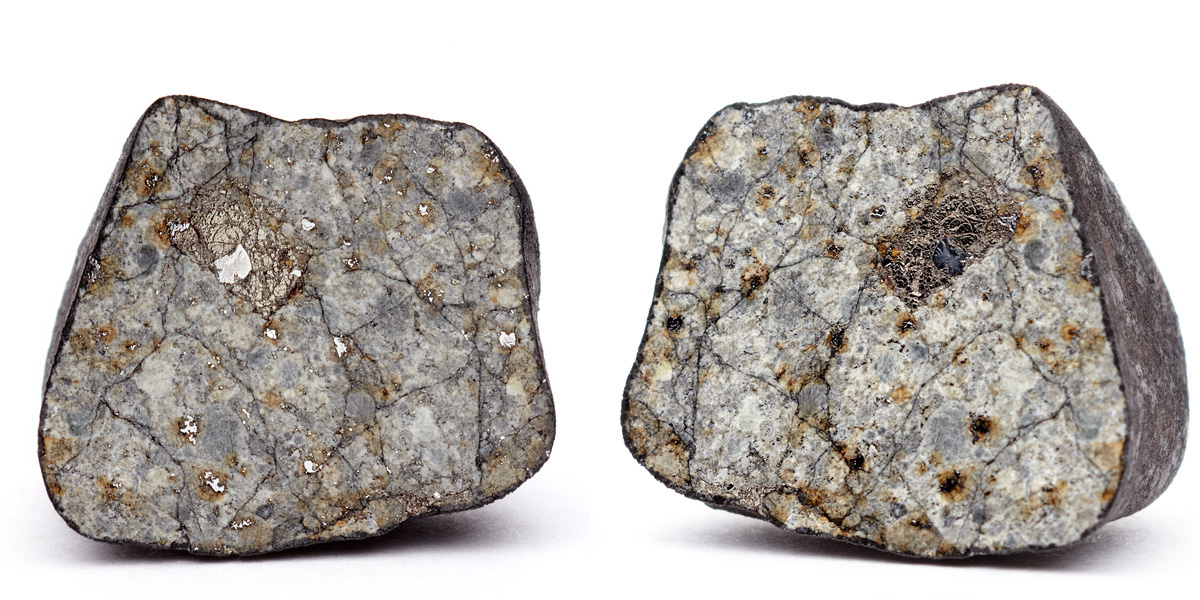
本隕石の断面。
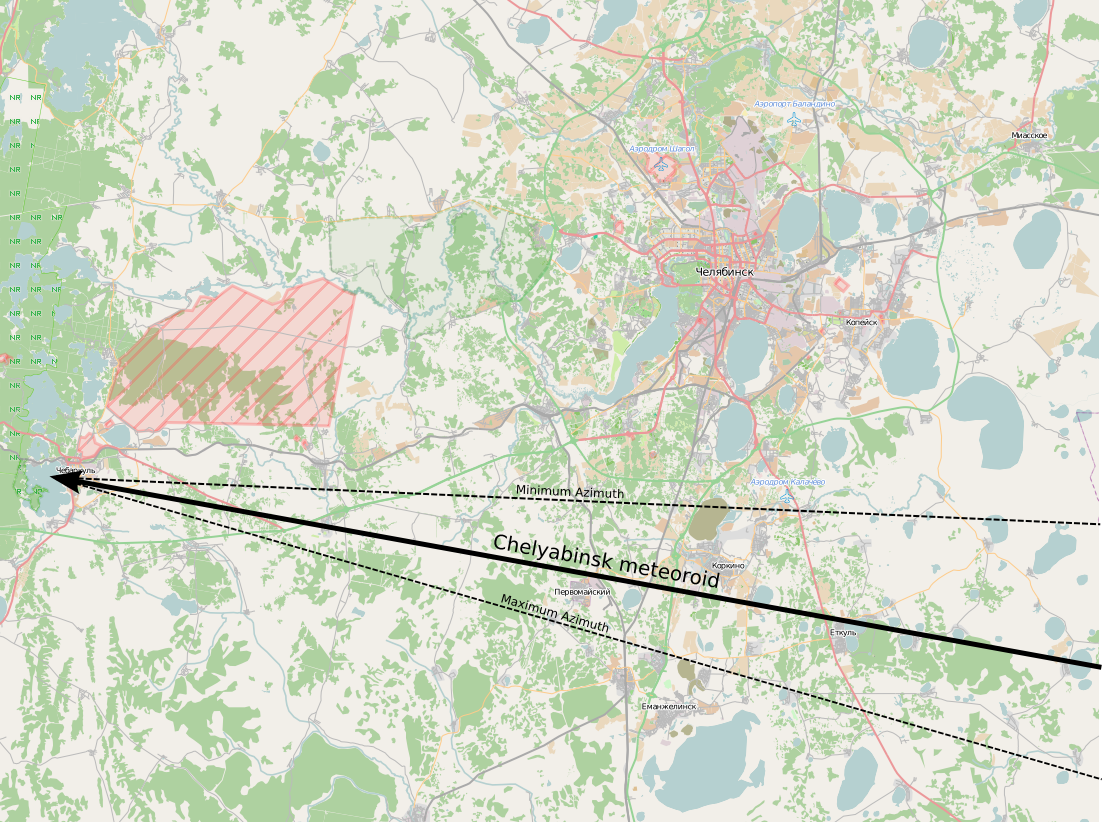
本隕石の落下軌道。太い線が最も可能性の高い軌道であり、ずれは点線の範囲内にあると考えられている。
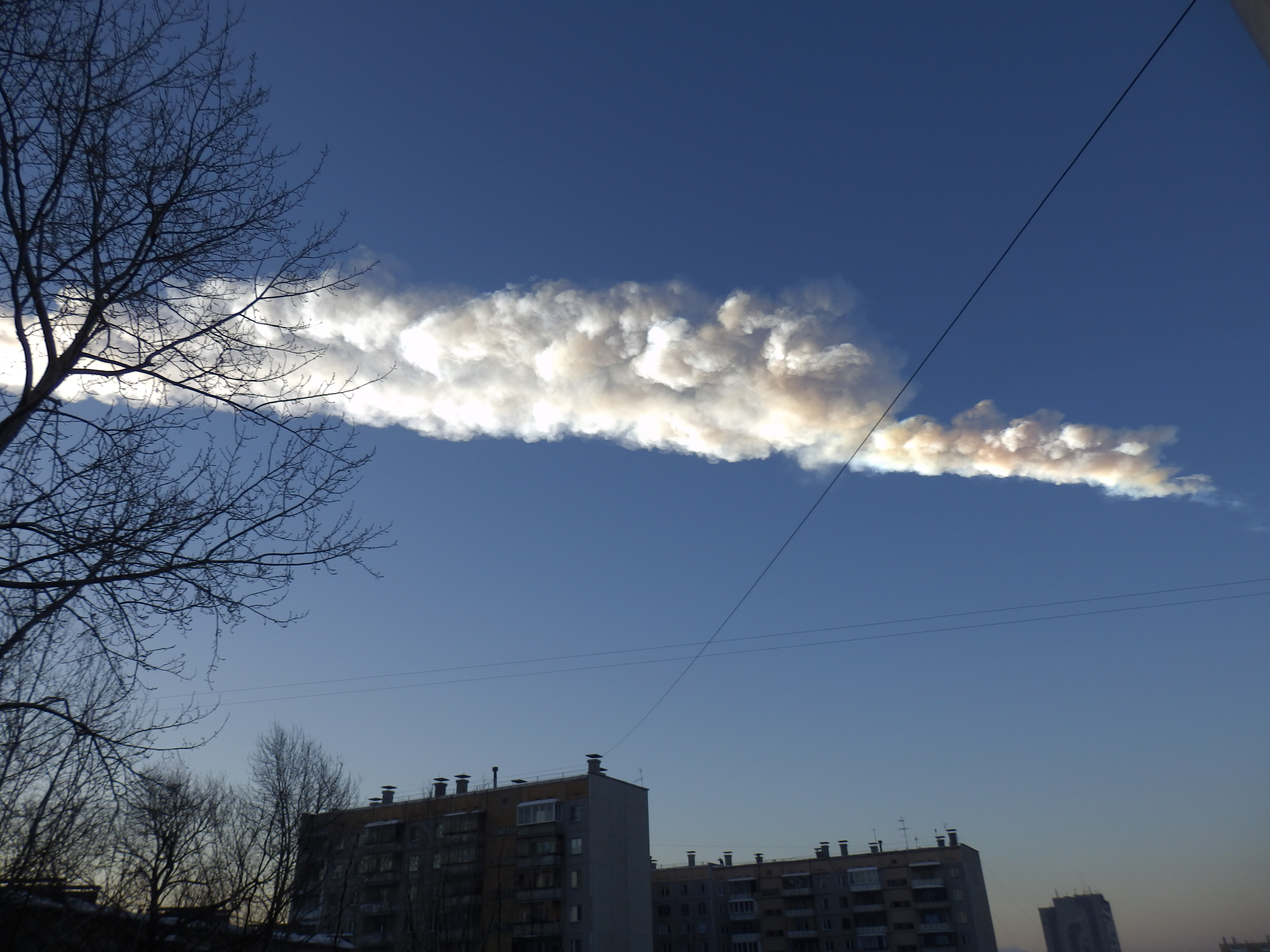
本隕石落下時に残した隕石雲。